# Syrestyrke
Syrestyrke er en betegnelse for en syres evne til at afgive en hydron (proton eller hydrogenion, H+). En stærk syre er en syre, der dissocierer fuldstændigt i opløsning (forudsat at der er tilstrækkeligt med opløsningsmiddel). I vand danner et mol af en stærk syre HA et mol H+ i form af hydronium (H3O+) og et mol af den korresponderende base, A−. Stort set intet af den ikke-dissocierede form HA bliver tilbage. Eksempler på stærke syrer er saltsyre (en vandig opløsning af gassen HCl), hydrogenbromid (HBr), hydrogeniodid (HI), perklorsyre (HClO4), salpetersyre (HNO3) og svovlsyre (H2SO4). I vandig opløsning dissocierer disse stort set 100 %.
En svag syre vil derimod kun delvist dissociere. Eksempler i vandig opløsning er kulsyre (H2CO3) og eddikesyre (CH3COOH). Ved ligevægt vil både syren og den korresponderende base være til stede i opløsning.
Stærke syrer har en større syrestyrkekonstant (Ks eller Ka) og en mindre syrestyrkeeksponent (pKa = −log(Ka)) end svage syrer. Jo stærkere en syre er, desto lettere afgiver den en hydron, H+. To væsentlige faktorer, der afgør en syres villighed til at afgive en hydron, er polariteten af H-A-bindingen samt størrelsen af atomet A, hvilket bestemmer styrken af H-A-bindingen. Syrestyrke afhænger tillige af stabiliteten af den korresponderende base.
Medens Ka er et mål for styrken af en syre, angives surheden af en vandig opløsning ved pH, som er et mål for stofmængdekoncentrationen af H3O+ i opløsningen. pH i en simpel vandig opløsning af en syre er bestemt af Ka såvel som syrens koncentration. For vandige opløsninger af svage syrer afhænger pH af syrens dissociationsgrad, som kan bestemmes ved ligevægtsberegning. For koncentrerede opløsninger af stærke syrer med pH < 0 er Hammetts aciditetsfunktion et bedre mål for opløsningens surhed end pH-værdien.
Sulfonsyrer, som er organiske oxosyrer, er en klasse af stærke syrer. Et eksempel er p-toluensulfonsyre (også kaldt tosylsyre). I modsætning til svovlsyre, som er en væske, kan sulfonsyrer være faste stoffer. F.eks. er polystyren funktionaliseret til polystyrensulfonat en fast, stærkt sur type plastik.
Supersyrer er syreopløsninger, som er stærkere syrer end 100 % svovlsyre. Eksempler på supersyrer er fluorantimonsyre (H[SbF6]), "magisk syre" (FSO3H·SbF5) og perklorsyre. Supersyrer kan protonisere vand permanent og danne ioniske, krystallinske hydronium-"salte". De kan desuden stabilisere carbokationer kvantitativt.